# Christiane Krifka
Christiane Krifka (* 5. Mai 2006 in Wien) ist eine österreichische Leichtathletin, die sich im Sprint und im Hochsprung an den Start geht. Sie ist die Tochter der ehemaligen Sprinterin Karin Mayr-Krifka.

## Sportliche Laufbahn
Erste Erfahrungen bei internationalen Meisterschaften sammelte Christiane Krifka im Jahr 2022, als sie bei den U18-Europameisterschaften in Jerusalem mit 12,07 s im Halbfinale im 100-Meter-Lauf ausschied und im Hochsprung mit übersprungenen 1,71 m den Finaleinzug verpasste. Zudem verpasste sie mit der österreichischen Sprintstaffel (1000 Meter) mit 2:14,79 min den Finaleinzug. Anschließend belegte sie beim Europäischen Olympischen Jugendfestival (EYOF) in Banská Bystrica mit 1,78 m den fünften Platz im Hochsprung und kam über 100 Meter mit 12,29 s nicht über den Vorlauf hinaus. Zudem belegte sie mit der Staffel in 2:14,54 min den achten Platz. Im Jahr darauf schied sie beim EYOF in Maribor mit 12,27 s in der ersten Runde über 100 Meter aus und belegte im Hochsprung mit 1,80 m den vierten Platz. 2025 wurde sie bei der 2. Liga der Team-Europameisterschaft ebendort mit 1,69 m Siebte im B-Finale und anschließend belegte sie bei den U20-Balkan-Meisterschaften in Craiova mit 1,74 m den fünften Platz. Daraufhin verpasste sie bei den U20-Europameisterschaften in Tampere mit 1,69 m den Finaleinzug.
In den Jahren 2023 und 2025 wurde Krifka österreichische Staatsmeisterin im Hochsprung im Freien sowie 2024 und 2025 in der Halle.

## Persönliche Bestleistungen
- 100 Meter: 11,95 s (+1,0 m/s), 8. Juli 2023 in Bregenz
  - 60 Meter (Halle): 7,68 s, 26. Februar 2022 in Linz
- Hochsprung: 1,80 m, 29. Juli 2023 in Maribor